# ヒュー・L・ケアリー
ヒュー・レオ・ケアリー（Hugh Leo Carey, 1919年4月11日 - 2011年8月7日）は、アメリカ合衆国の政治家。51代目ニューヨーク州知事（在任期間：1975年1月1日 - 1982年12月31日）。

## 人物
1919年4月11日にニューヨーク州ニューヨークのブルックリン区に誕生する。第二次世界大戦中には下士官としてアメリカ陸軍に加わり、ヨーロッパで従軍し、少佐の階級まで昇進した。彼はセント・ジョンズ大学を卒業し、1942年に学士号及び1951年に法学位を得、同年法曹界入りした。
ケアリーは民主党員として下院選挙に出馬、1960年に下院議員に選出され、7期を務めた。その後ニューヨーク州知事に選出され、1974年12月31日に下院議員を辞職した。1978年には知事に再選され、2期を務めた。1983年にはその職を副知事のマリオ・クオモに譲り、在住するニューヨークで弁護士業を再開した。
ケアリーは有能な政治家ではあったが、多彩ではなく自らの公的イメージには無関心であった。彼は1976年と1980年の大統領選出馬への関心を示したが、どちらにも出馬しなかった。彼の業績で顕著な物は1970年代末のニューヨークの財政不振の改善であった。また、保守派議員の死刑復活論や、妊娠中絶法否決を否定したことで知られる。前任者のネルソン・ロックフェラーのように、彼はしばしば望ましい開発を行うため、高価で奇妙な構成が成された債券を発行した。しかしながら、彼はニューヨーク州の財政を好転させるために基本的には緊縮を行い、ある分野では州税の廃止を行った。
彼は後にアメリカのためのカトリック・キャンペーンに加わり、異なる政治哲学への変更を示した。
2011年8月7日、アメリカ合衆国ニューヨーク州シェルター島で死去。92歳没。